# De jeugd (Paulus)
De jeugd (Jeunesse) is een olieverfschilderij op doek van de Belgische kunstenaar Pierre Paulus (1881-1959). Dit realistisch geschilderde werk uit 1911 betekende de doorbraak van Paulus. Het werk bevindt zich in de collectie van het Museum voor Schone Kunsten van Charleroi.

## Ontstaan
Paulus studeerde aan de Academie voor Schone Kunsten van Brussel. Hij schilderde vaak landschappen en nocturnes waarin mijnterrils, fabrieken met hun zwartrokende schoorstenen en het vrachtvervoer op de Samber een hoofdrol spelen. Paulus schilderde het doek De Jeugd naar aanleiding van het Salon voor Moderne Kunst van 1911 in Charleroi. Dit salon werd georganiseerd door politicus en kunstliefhebber Jules Destrée om de Waalse moderne kunst te promoten. Het schilderij kende veel bijval en betekende de start van de carrière van Paulus.

## Beschrijving
Het schilderij van 150 op 200 cm stelt een jong koppel voor tegen een achtergrond van de kronkelende Samber en zware industrie.
Op het werk kronkelt de rivier van linksonder naar het centrum bovenaan. Langs de rivier is een losplaats voor schepen en zwarte aanlegsteigers met witte toppen benadrukken de bocht van de rivier. Op de achtergrond zijn grauwe fabrieksgebouwen, schoorstenen en een terril te zien. De rook van de fabrieken zorgt ervoor dat de achtergrond is een vieze mist gehuld is Als contrast is aan de linkeroever een klein stuk oever met gras te zien en een klein scheepje met daarop een man die het anker licht. Zo toont de kunstenaar het contrast tussen het vroeger en het ellendige heden.
Het deprimerende landschap staat ook in contrast met het verliefde paar op de voorgrond. Het paar is afgebeeld tot het middel en aan hun kledij is te zien dat het gaat om arbeiders die het niet breed hebben. Maar dit wordt verzacht door de serene blik van de vrouw en de verliefde blik van de man.